# Unleashed
Unleashed (v českém překladu Urvaný z řetězu) je švédská death metalová kapela. Byla založena roku 1989 ve švédském Stockholmu. Řadí se do první vlny švédských death metalových skupin vedle např. Entombed, Dismember, Therion, Grave, Edge of Sanity, Tiamat, které vydaly svá debutová alba na počátku 90. let 20. století. Po rozpadu kapely Nihilist (budoucí Entombed) kapelu Unleashed zformoval Johnny Hedlund, k němuž se přidal Robert Sennebäck. Ten záhy odešel a Unleashed vydali dvě dema v roce 1990 The Utter Dark a ....Revenge ve složení Johnny Hedlund, Fredrik "Fredda" Lindgren, Anders Schultz a Tomas Olsson. Poté se jich ujalo německé hudební vydavatelství Century Media Records.
Hlavními tématy kapely jsou severská mytologie a vikinská kultura. Unleashed patří mezi první death metalové kapely, které začaly psát texty o této tematice místo klasických žánrových hororových motivů smrti a krve. První dlouhohrající deska skupiny se jmenuje Where No Life Dwells a vyšla v roce 1991.

## Logo
Logo kapely je symetrické, první písmeno U a poslední D se podobají (jedno je téměř zrcadlovým obrazem druhého). Písmena jsou propletena pavučinou a pod písmenem A je obrácený kříž.

## Diskografie

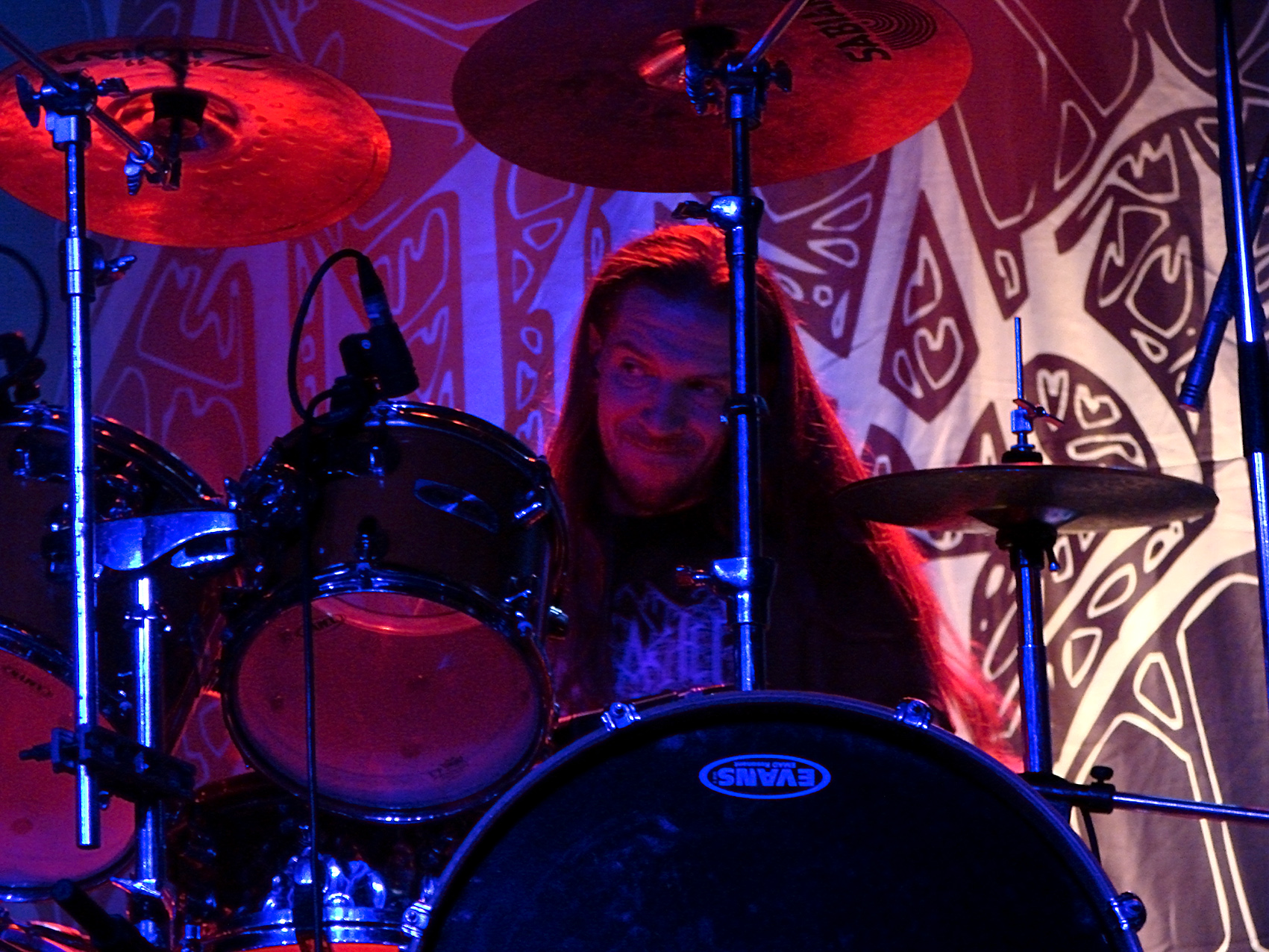
koncert v Paříži v roce 2007, bubeník.

### Dema
- The Utter Dark (1990)
- ....Revenge (1990)

### Studiová alba
- Where No Life Dwells (1991)
- Shadows in the Deep (1992)
- Across the Open Sea (1993)
- Victory (1995)
- Warrior (1997)
- Hell's Unleashed (2002)
- Sworn Allegiance (2004)
- Midvinterblot (2006)
- Hammer Battalion (2008)
- As Yggdrasil Trembles (2010)
- Odalheim (2012)[3]

### EP
- ...And the Laughter Has Died (1991)

### Kompilace
- Immortal Glory (2008)
- Viking Raids (The Best Of 1991-2004) (2008)

### Živá alba
- Live in Vienna '93 (1993)
- Eastern Blood - Hail to Poland (1996)